# Aviva Indoor Grand Prix 2011
Aviva Indoor Grand Prix 2011 – halowy mityng lekkoatletyczny, który odbył się 19 lutego w Birmingham.

## Rezultaty
| NR – rekord kraju \| AR – rekord kontynentu \| WL – najlepszy tegoroczny wynik na listach światowych |

### Mężczyźni
| Konkurencja                | 1. miejsce           | 1. miejsce  | 2. miejsce                               | 2. miejsce  | 3. miejsce     | 3. miejsce |
| -------------------------- | -------------------- | ----------- | ---------------------------------------- | ----------- | -------------- | ---------- |
| Bieg na 60 m               | Mike Rodgers         | 6.50 =WL    | Kim Collins                              | 6.53        | Lerone Clarke  | 6.54       |
| Bieg na 200 m              | Sebastian Ernst      | 20.58 =WL   | Daniel Talbot                            | 20.94       | Mike Rodgers   | 20.97      |
| Bieg na 400 m              | Nigel Levine         | 46.17       | Rabah Yousif                             | 46.24 NR    | Calvin Smith   | 46.76      |
| Bieg na 1000 m             | Abubaker Kaki Khamis | 2:17.75 WL  | Boaz Kiplagat Lalang                     | 2:17.81     | Jackson Kivuna | 2:18.46    |
| Bieg na 1500 m             | Augustine Choge      | 3:33.23 WL  | Deresse Mekonnen                         | 3:33.97     | Bethwel Birgen | 3:37.07    |
| Bieg na 5000 m             | Mohamed Farah        | 13:10.60 AR | Galen Rupp                               | 13:11.44 AR | Shedrack Korir | 13:39.52   |
| Bieg na 60 m przez płotki  | Aries Merritt        | 7.49        | Jeff Porter                              | 7.58        | Andy Turner    | 7.61       |
| Bieg na 400 m przez płotki | Félix Sánchez        | 49.76 WL    | Reuben McCoy                             | 49.78       | Richard Yates  | 50.21 AR   |
| Skok wzwyż                 | Tom Parsons          | 2.21        | Osku Torro Martin Günther Robbie Grabarz | 2.21        |                |            |
| Skok o tyczce              | Mark Hollis          | 5.60        | Luke Cutts                               | 5.60        | Fabian Schulze | 5.60       |
| Skok w dal                 | Michel Tornéus       | 7.97        | Ignisious Gaisah                         | 7.78        | Rogério Bispo  | 7.77       |
| Trójskok                   | Phillips Idowu       | 17.57       | Christian Olsson                         | 17.20       | Randy Lewis    | 16.62      |

### Kobiety
| Konkurencja               | 1. miejsce             | 1. miejsce | 2. miejsce          | 2. miejsce | 3. miejsce       | 3. miejsce |
| ------------------------- | ---------------------- | ---------- | ------------------- | ---------- | ---------------- | ---------- |
| Bieg na 60 m              | Gloria Asumnu          | 7.25       | Bernice Wilson      | 7.26       | Alex Anderson    | 7.28       |
| Bieg na 200 m             | Bianca Knight          | 22.89 WL   | Alexandria Anderson | 23.32      | Joice Maduaka    | 23.59      |
| Bieg na 400 m             | Novlene Williams-Mills | 51.87      | Shana Cox           | 52.32      | Janin Lindenberg | 53.35      |
| Bieg na 800 m             | Jennifer Meadows       | 1:59.22    | Morgan Uceny        | 1:59.97    | Jana Hartmann    | 2:03.28    |
| Bieg na 1500 m            | Abeba Arigawi          | 4:03.28 WL | Irene Jelagat       | 4:06.90    | Hannah England   | 4:07.24    |
| Bieg na 3000 m            | Sentayehu Ejigu        | 8:30.26 WL | Kalkidan Gezahegne  | 8:37.47    | Mercy Njoroge    | 8:39.70    |
| Bieg na 60 m przez płotki | Kellie Wells           | 7.87       | Danielle Carruthers | 8.06       | Danielle Lewis   | 8.14       |